# أمير بخش بوتو
أمير بخش خان بوتو (بالأردوية: امیر بخش خان بھٹو)‏ رئيس حركة الإنصاف الباكستانية السندية وعضو سابق في جمعية السند، هو نجل ممتاز علي بوتو.
حاصل على بكالوريوس في السياسة والاقتصاد والقانون من جامعة باكنغهام وماجستير في العلاقات الدولية من جامعة كامبريدج. كتب أطروحة بعنوان «من الفرسان والعاهرات: دور القوى العظمى في حرب الهند وباكستان عام 1971». كما كتب عشرات المقالات المنشورة في الصحف والمجلات الإنجليزية والسندية في باكستان.
ترشح لمقعد الجمعية الإقليمية للسند مرتين، في الانتخابات العامة لعام 2002 ومرة أخرى في انتخابات 2008 لكنه هزم مرتين من قبل محمد أياز سومرو.